# Clotilde Bordón
Clotilde Bordón (1885-1937) fue una maestra rural paraguaya de comienzos del siglo XX y la primera mujer de su país en publicar un libro de historia.

## Antecedentes familiares
Nació el 15 de abril de 1885 en Villarrica, Paraguay y al día siguiente (16 de abril) fue bautizada en la iglesia parroquial de la misma ciudad.  
Fue hija natural de Bernardino Bordón y de María Casimira. Fue criada inicialmente por su madre y luego por su abuela paterna, Encarnación Duarte. Mientras tanto, su padre formó una familia legítima con otra mujer con quien tuvo varios hijos. Esta práctica era común en la época ya que la población paraguaya había quedado diezmada luego de la guerra de la Triple Alianza y se aceptaba que la minoría de varones supervivientes tomase varias mujeres para la recuperación demográfica del país. En la misma época nacieron Ramón Indalecio Cardozo y el poeta Manuel Ortiz Guerrero, ambos hijos naturales.
Su padre fue un hombre muy activo en la política nacional. Fue vicepresidente del llamado Club Popular que luego se convertiría en el Centro Democrático (actual PLRA). Su abuelo paterno, llamado Buenaventura Bordón, sirvió como diputado por Villarrica en 1864, como miembro del Tribunal Superior de Justicia en 1879 y como presidente titular de la Junta Municipal de Villarrica en 1884.
Un posible ancestro de Clotilde es el Teniente de Milicia Lucas Bordón, Alcalde Ordinario de Su Majestad. Lucas Bordón y su esposa Juana Lemús, se hallan registrados en 1810 como vecinos de Villarrica.

## Trayectoria profesional
Clotilde realizó sus estudios primarios en Villarrica y luego se trasladó a la ciudad de Asunción para terminar el bachillerato e ingresar en la Escuela Normal de Maestras. Empezó a trabajar como maestra a los 17 años en 1902. Al igual que otros grandes maestros de la época como Delfín Chamorro y Ramón Indalecio Cardozo, Clotilde se inició muy temprano en la docencia debido a que era práctica común que los alumnos sobresalientes ejerzan de preceptores para los alumnos más novatos y al mismo tiempo continuasen con sus estudios. Este fenómeno ocurrió debido a la escasez de maestros paraguayos con título en aquel entonces.
Interrumpió sus estudios para fundar una escuela privada en 1902, ya de vuelta en Villarrica, en una casa colonial que previamente funcionaba como carpintería. Volvió a Asunción para continuar sus estudios.
Ejerció de docente en 1907 bajo la dirección de Ramón Indalecio Cardozo en la Escuela Graduada de Niños de Villarrica, sucediendo en el cargo a una maestra argentina esposa del cónsul argentino en Paraguay. Fue directora de la Escuela Graduada de Niñas en 1907, vicedirectora de la Escuela Especial Doble de Villarrica en 1909. En 1914, fundó la Escuela Normal Rural de Villarrica, donde enseñó y fue vicedirectora  en 1915, además de continuar siendo docente en el Colegio Nacional de Villarrica.
Ramón Indalecio Cardozo la describió como «laboriosa, exacta, exigente y cumplidora de sus obligaciones... Las niñas tenían en ella a una buena madre intelectual y los padres de familia, a una representante y garantía». También recibió elogios del pedagogo suizo Adolphe Ferrière y el historiador argentino Enrique de Gandía.
En 1927, fue designada como maestra de primera categoría por mérito, la mayor distinción que en aquel entonces se otorgaba a los maestros. Trabajó aproximadamente 29 años desde 1902 hasta su jubilación en 1931.

## Vida personal
Se sabe que siempre fue soltera y sin hijos. Clotilde fue finalmente reconocida en 1931 por su padre Bernardino, cuando ella tenía ya 46 años y luego del fallecimiento de la esposa de éste.
Falleció el 20 de abril de 1937.   

## Obras y legado

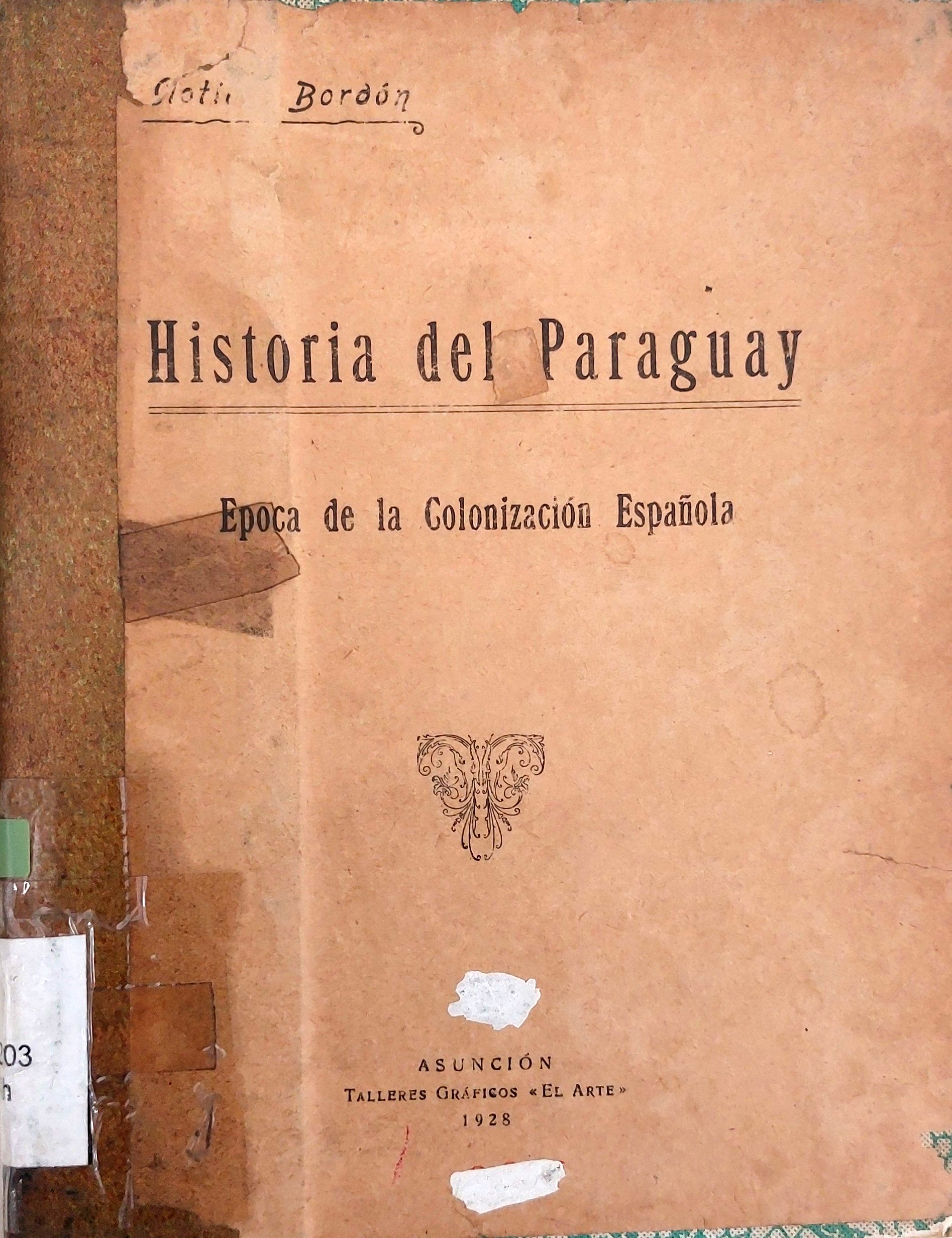
Portada del libro ´Historia del Paraguay´ (1928) escrito por la maestra Bordón.

- Historia del Paraguay: Época de la colonización española. (1928). El texto cubre temas como los viajes de Solís y Magallanes, de Juan de Salazar y Ayolas. La lengua guaraní. Irala, sus sucesores y la enseñanza a los indígenas. Diferentes gobernaciones de Paraguay como la de Martín Suárez de Toledo. Las misiones jesuíticas, la revolución comunera, las guerras guaraníticas y la eventual expulsión de la Compañía de Jesús. Incluye un mapa que ilustra la línea de arbitraje Soler-Pinilla y el avance boliviano sobre el Estero Patiño y otros temas de interés político y geográfico de Paraguay.[2]
- Manual de Historia Paraguaya. (1928).
- Guía histórica y geográfica de Villarrica.

Se trata del primer libro de historia escrito por una mujer nacida en Paraguay.

## Memoria
Actualmente en Villarrica, existe una escuela pública que lleva su nombre.